# لاک‌پشت لاک‌نرم غول‌پیکر آسیایی
لاک‌پشت غول‌پیکر لاک‌نرم آسیایی (Pelochelys cantorii) که همچنین با نام لاک‌پشت لاک‌نرم غول‌پیکر کانتور و لاک‌پشت لاک‌نرم قورباغه‌ای شناخته می‌شود. این جانور یک نوع لاک‌پشت آب شیرین از خانواده لاک‌پشت‌های نرم‌کاسه است. این گونه بومی جنوب شرقی آسیا بوده و تصور می‌شود که بزرگ‌ترین گونه از لاک پشت‌های آب شیرین است. نسل این گونه در معرض تهدید بوده و در حال حاضر در بسیاری از زیستگاه‌های سابقش ناپدید شده‌است.